# Programare imperativă
În informatică, programarea imperativă, în contrast cu programarea declarativă, este o paradigmă de programare care descrie calculul ca instrucțiuni ce modifică starea unui program. În aproape același fel în care modul imperativ din limbajele naturale exprimă comenzi pentru acțiuni, programele imperative sunt o secvență de comenzi pentru acționarea calculatorului. Programarea procedurală este o metodă obișnuită de executare a programării imperative și de aceea cei doi termeni sunt folosiți deseori ca sinonime.